# Slaget ved Skanør
Slaget ved Skanør var en slag, der foregik under den dansk-norske konflikt, kaldet De fredløses krig, den 9. juli 1289.
Efter belejringen af København i 1289 blev byen Skanør angrebet af ledingsflåden med den norske kong Erik 2. i spidsen. Byerne på Hven og Amager var blevet nedbrændt dagen inden af flåden.
Skanør led ikke samme skæbne som de andre byer; den norske høvding Thord Krytter faldt i slaget sammen med 70 andre mænd, men byen blev ikke ødelagt.
Det vides at Grev Jakob af Halland og Stig Andersen Hvide deltog i slaget som en del af flåden, men det vides ikke, om det var hele flåden, der angreb.